# Whitton United FC
Whitton United FC is een voetbalclub uit Engeland, die in 1926 is opgericht en afkomstig uit Ipswich. De club speelt anno 2020 in de Eastern Counties Football League.

## Erelijst
- Eastern Counties League Division One 1x : 2013-2014
- Suffolk & Ipswich League Senior Division 6x: 1946–47, 1947–48, 1965–66, 1967–68, 1992–93, 1994–95
- Suffolk Senior Cup 5x : 1959, 1960, 1992, 2011, 2012

## Bekende (oud-)trainers
- Ruel Fox

## Records
- Hoogste Competitie positie bereikt : 11e plaats in Eastern Counties League Premier Division, 2014-2015
- Beste FA Cup prestatie : 2e kwalificatie ronde, 1951-1952 & 1953-1954 & 1957-1958 & 1958-1959
- Beste FA Vase prestatie : 2e ronde, 2010-2011 & 2011-2012
- Meeste toeschouwers in een wedstrijd : 528 tegen Ipswich Town op 29 november 1995